# Церква Святої Анни (Вільнюс)
Це́рква Свято́ї А́нни (лит. Vilniaus Šv. Onos bažnyčia) — католицька церква у Литві, столиці Вільнюс. Заснована наприкінці XIV століття великою княгинею литовською Анною на честь своєї святої покровительки Анни. Перебудована у готичному стилі на цегляний храм у 1495—1500 роках. У XVII—XVIII століттях розбудована у стилях бароко і неоготики. Об'єкт Світової спадщини ЮНЕСКО в Литві.

## Історія
Фундатором первісної церкви на цьому місці була королева Анна, перша дружина Вітаутаса Великого. Церква була дерев'яною і її датують 1394 роком. Первісно церква призначалась для німецької католицької громади міста. Храм згорів 1419 року.
Храм із цегли вибудовано у період 1495—1500 років за ініціативи короля Польщі і князя Литви Олександра І Ягеллона. Форми зовнішніх фасадів з тої пори залишились незмінними і лише відновлювались у цих формах.
Збережені відомості про ремонтно-відновлювальні роботи архітектора Миколая Енкінгера з міста Данциг у церкві св. Анни і сусідньому монастирі бернардинів у період 1501–1507 років, що надало підстави приписати йому і саме будіництво храму св. Анни.
Церква постраждала від пожежі 1564 року. Ремонтні роботи були проведені коштом Миколая Радзивілла «Чорного» та кардинала Юрія Радзивілла. У 17 столітті обвалилися склепіння церкви, що було звичною катастрофою для більшості готичних споруд, навіть у Франції доби готики через недосконалість будівельної техніки і помилки розрахунків. Храм ремонтували, залишивши недоторканими абсиду і головний фасад. Ремонтам піддали інтер'єр і склепіння, потинькували стіні та створили три нові барокові вівтарі.
1747 року в церкві знову провели ремонтні роботи під керівництвом архітектора Йогана-Крістофа Глаубіца. Нова пожежа сталася в середині 18 ст. і 1761 року відбувся новий ремонт. Чергові ремонтні роботи проведені у 1794, після наполеонівської навали у 1812, 1871, 1902–1909 роках. Варшавський архітектор-реставратор і інженер Юзеф Піус Дзеконський зміцнив підмурки церкви, провів дренаж вологої земельної ділянки, стіни зміцнив металевими конструкціями, наново переклав склепіння, зняв зовнішнє тинькування з фасадів тощо.
Чергові ремонтно-відновлювальні роботи проведені у 1969–1972 роках під керівництвом литовських архітекторів Й. Барткунаса та Н. Киткаускаса.

## Проблема авторства
Вивчення пам'ятки логічно навернуло до проблеми авторства. позаяк достеменних віомостей про автора проекта не збережено. За припущеннями ним міг бути архітектор Миколай Енкінгер з міста Данциг, автор церкви у Варшаві з тою же назвою. Другим кандидатом на авторство є Бенедикт Рейт.
За припущеннями К. Маковської, церкву міг вибудувати архитектор короля Владислава III Ягеллона Бенедикт Рейт, автор празького Кафедрального собору та замку Вавель у місті Краків. Збережені відомості, що королівського архітектора разом із майстром Іаковом посилали у Вільно (і'мя Іакова було знайдене на цеглинах з церкви Анни). Точна дата смерті Рейта невідома. Він помер між 1531 та 1534 роками.

## Опис храму
Церкву відносять до базилік. Однонавна, зального типу з готичним склепінням. Довжина — двадцять два (22) метри і завширшки десять (10) метрів. Висота храму — більше дванадцяти (12,7) метрів.
Вибудована із лекальної цегли тридцяти трьох (33) різних форм, що надало можливість створити гнучкі і багаті за формами декоративні елементи. Особливо талановито творено головний фасад з трьома вежами одної висоти і різновидами готичних арок, що логічно переходять у складний візерунок, аналогів котрого нема. Мури у церкви тонкі, прорізані готичними вікнами. Головний фасад мав три отвори для дверей. Згодом два бічні отвори з міркувань міцності фасаду закладені цеглою. Бічні мури конструктивно зміцнені цегляними стовпами, що несуть функцію контрфорсів. Багатий готичний декор вівтарної частини і головного фасаду не знайшов адекватного відтворення у інтер'єрі. Лише склепіння прикрашені нервюрами, пофарбовані червоним на білому тлі. Готичний вівтар не збережений. На його місці вівтар доби бароко, що додає інтер'єру художньої значимості.

## Дзвіниця
Збережені відомості про створення дзвіниці на початку 19 ст. в стилі класицизм. Нова неоготична дзвіниця створена за проектом архітектора Н. М. Чагина, збережена донині.

## Історичні зображення

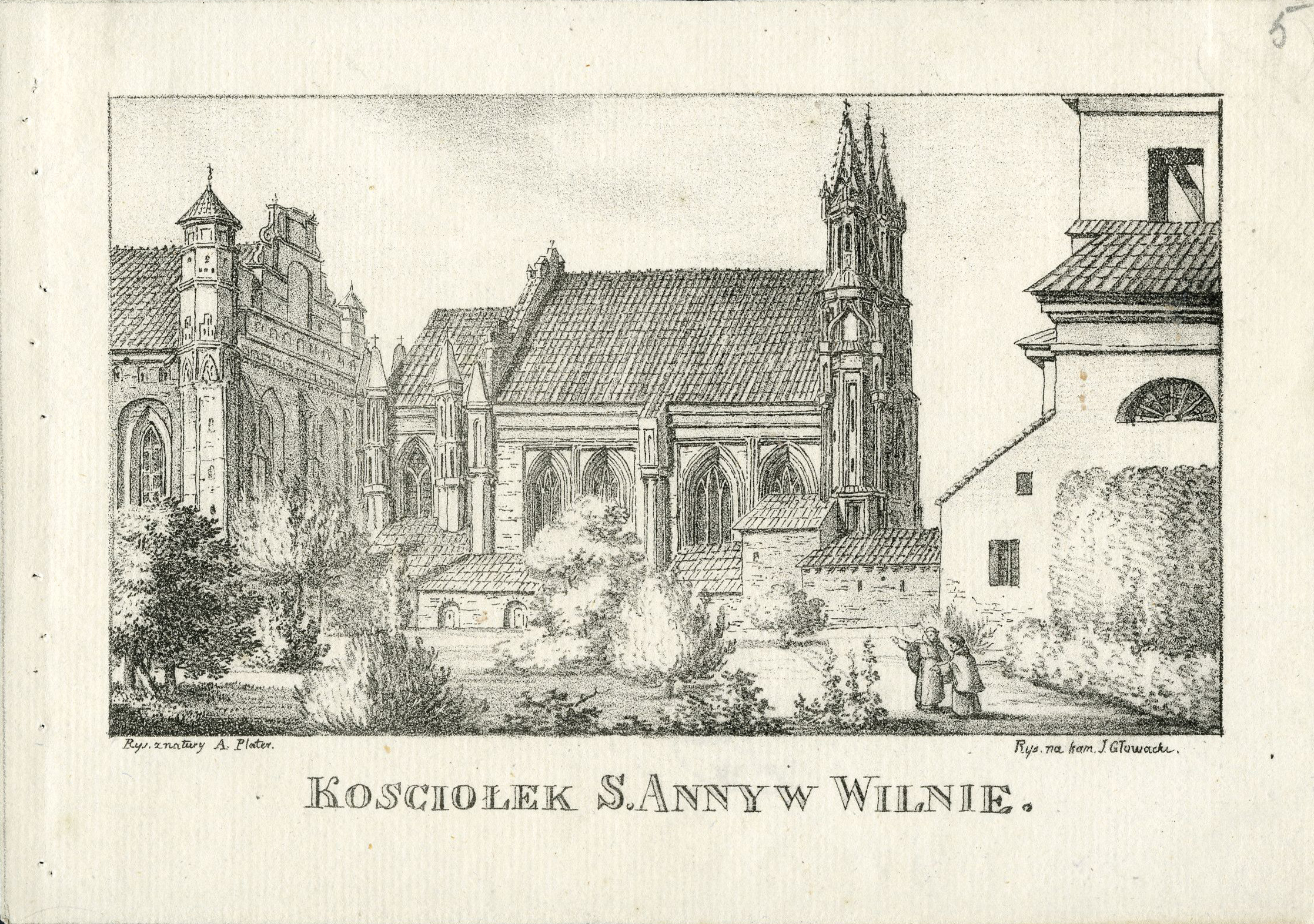
Адам Платер. 1820 р.
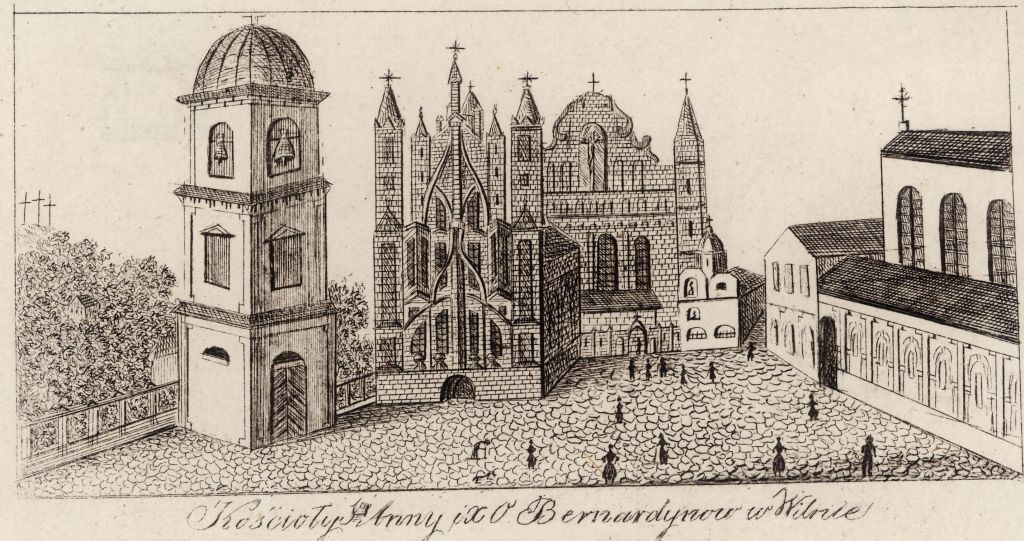
Церква Святої Анни з первісною дзвіницею доби класицизму, 1840 р.
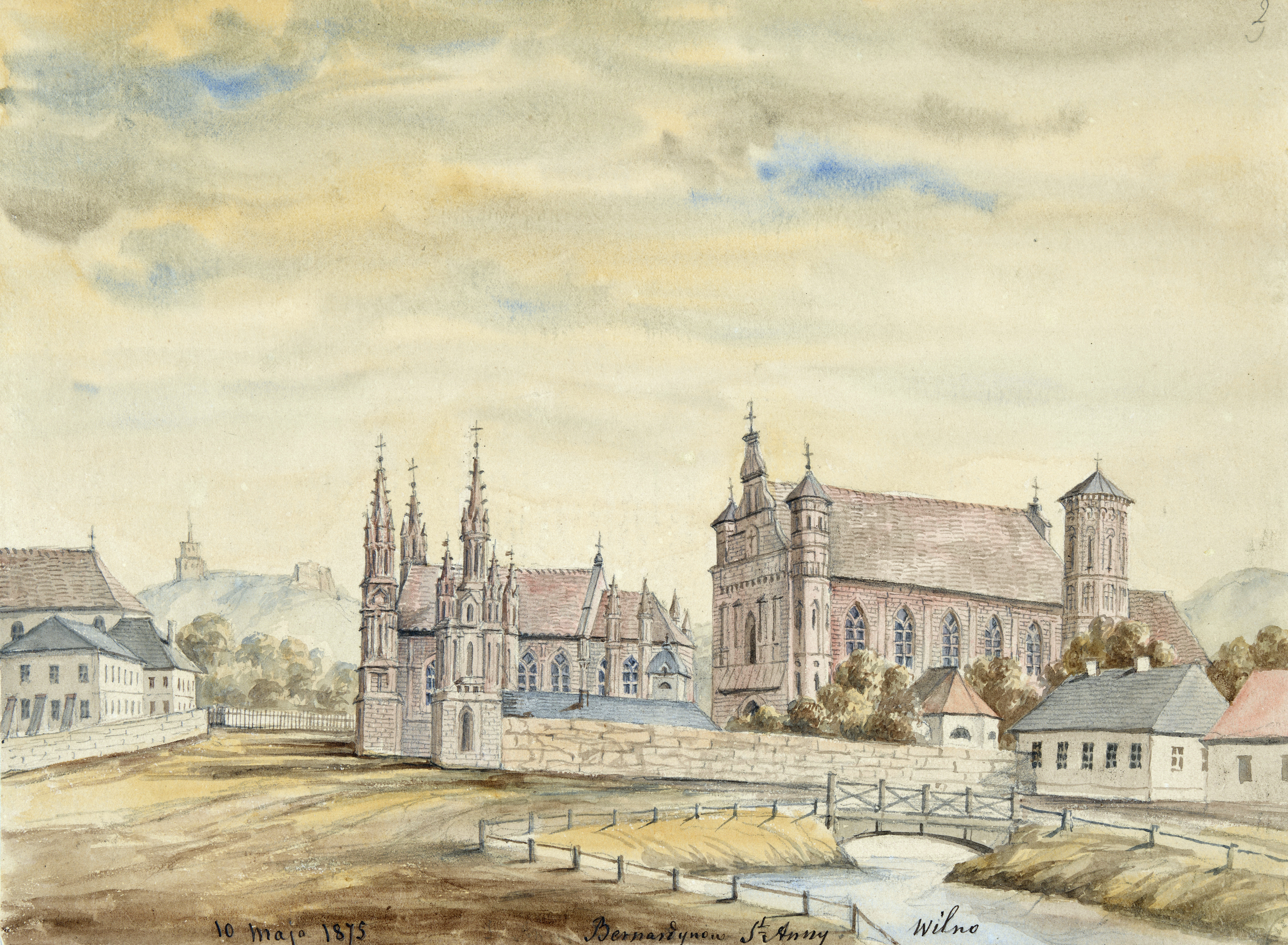
Наполеон Орда. Малюнок 1875 р.
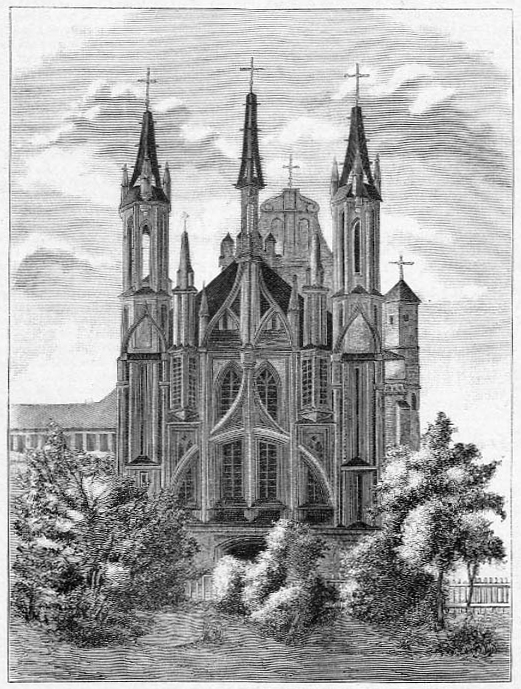
Гравюра 1884 року

## Галерея фото

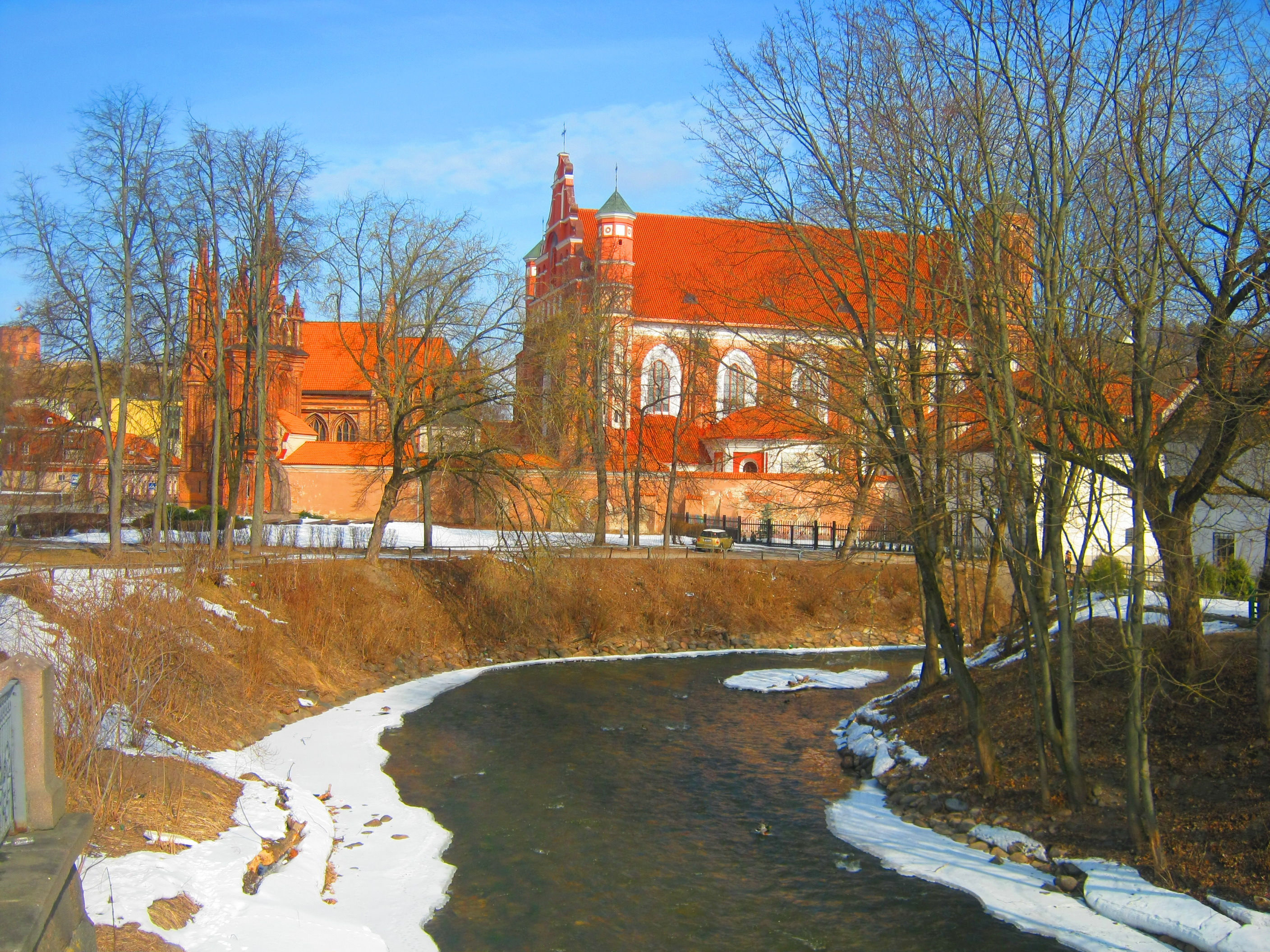
Краєвид з храмами від річки Вільня
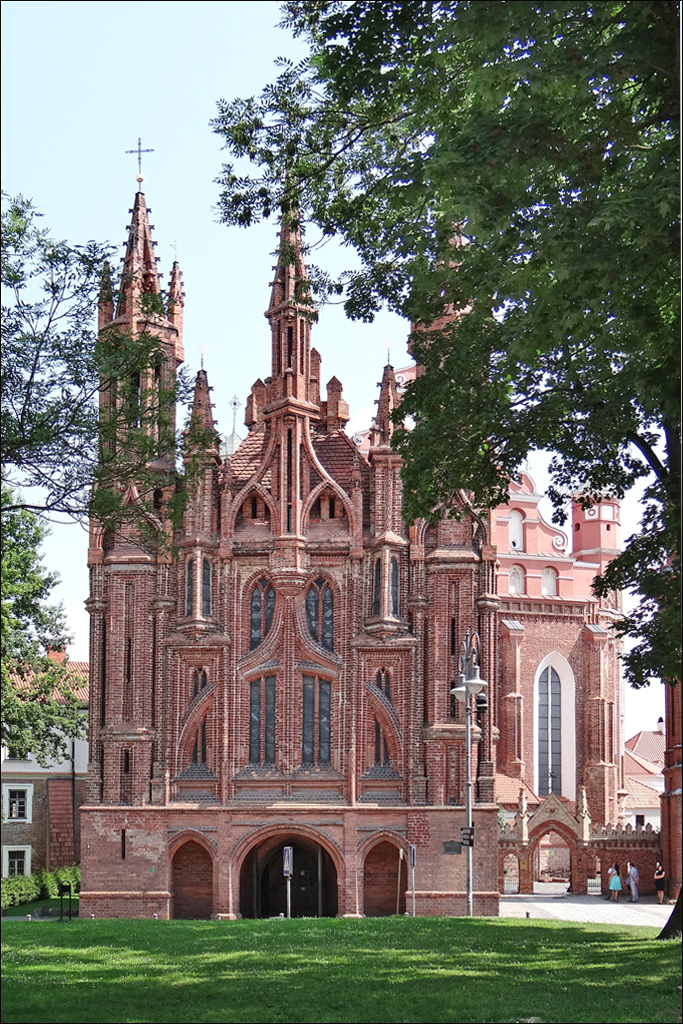
Головний фасад церкви
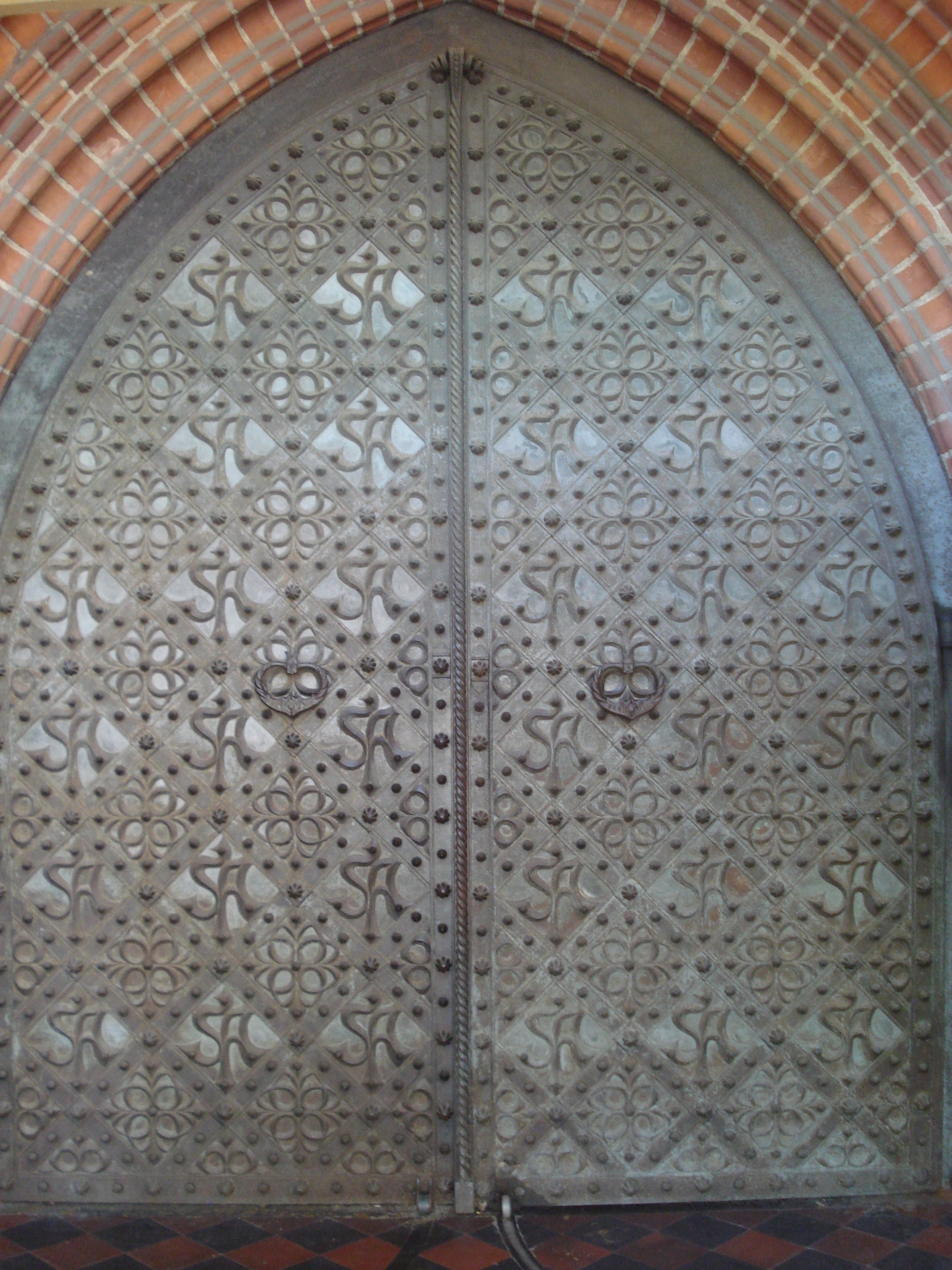
Вхідні двері церкви
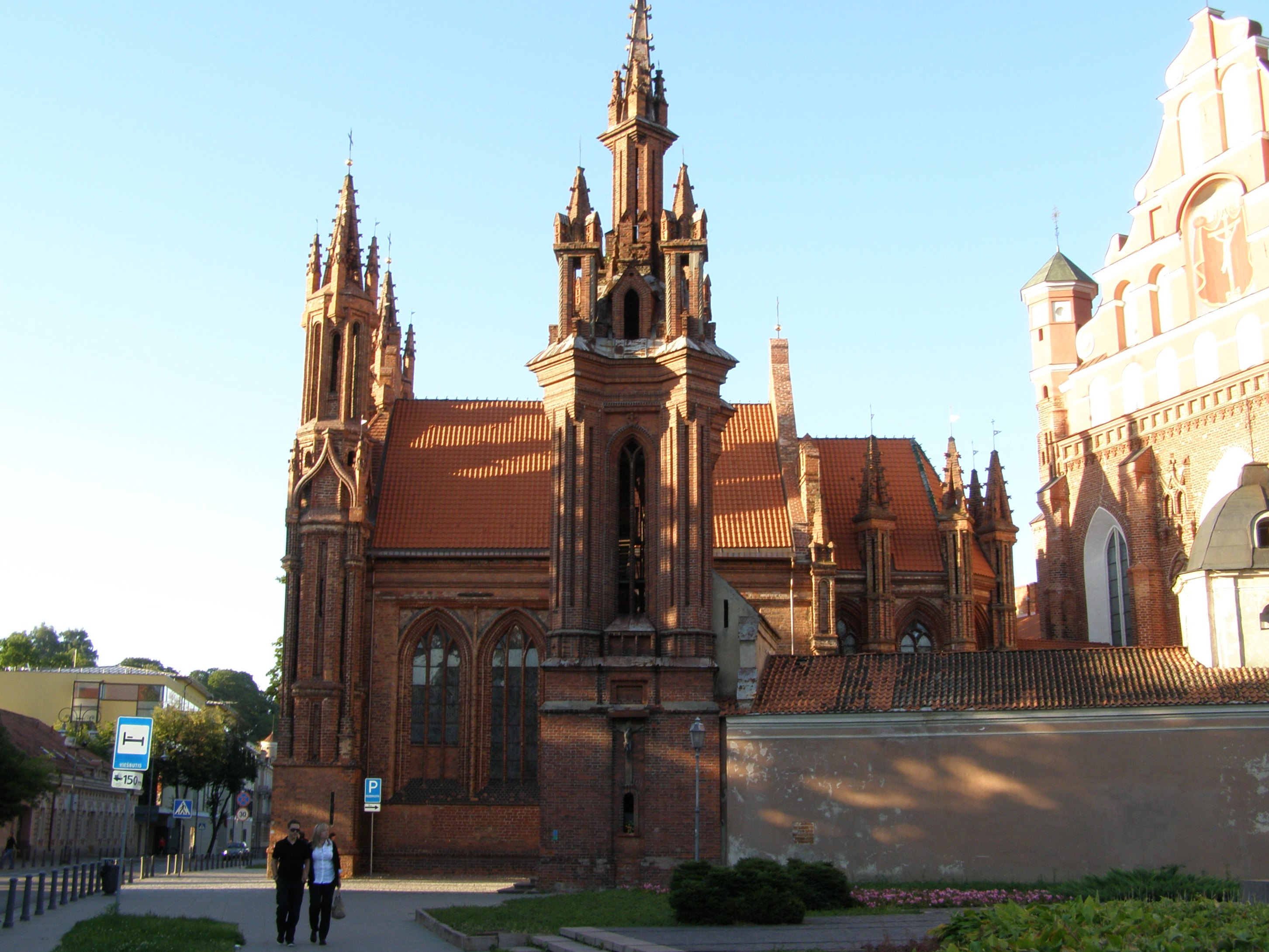
Бічний фасад церкви і неоготична дзвіниця
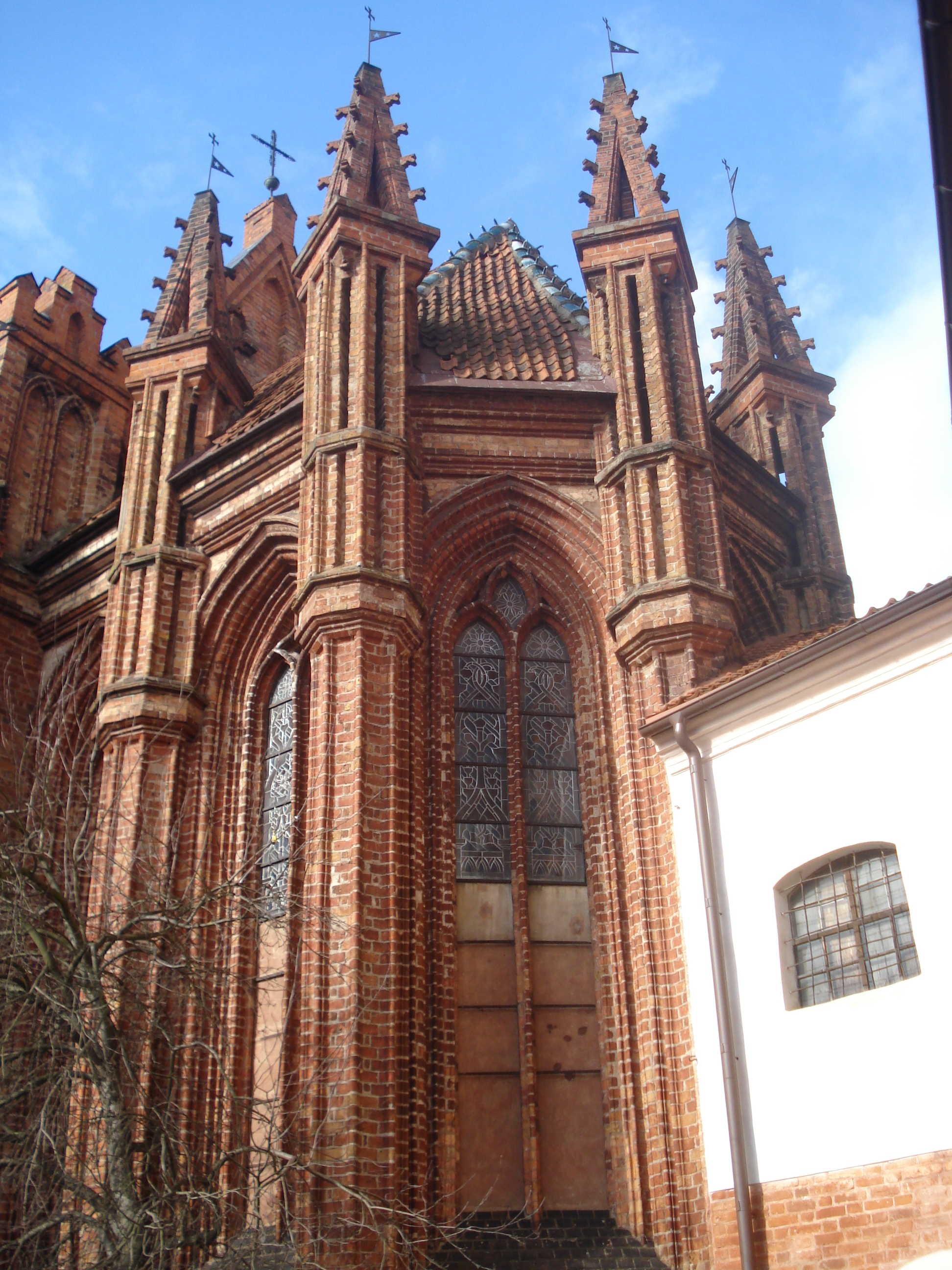
Вівтарна частина готичної церкви

## Інтер'єр зальної церкви

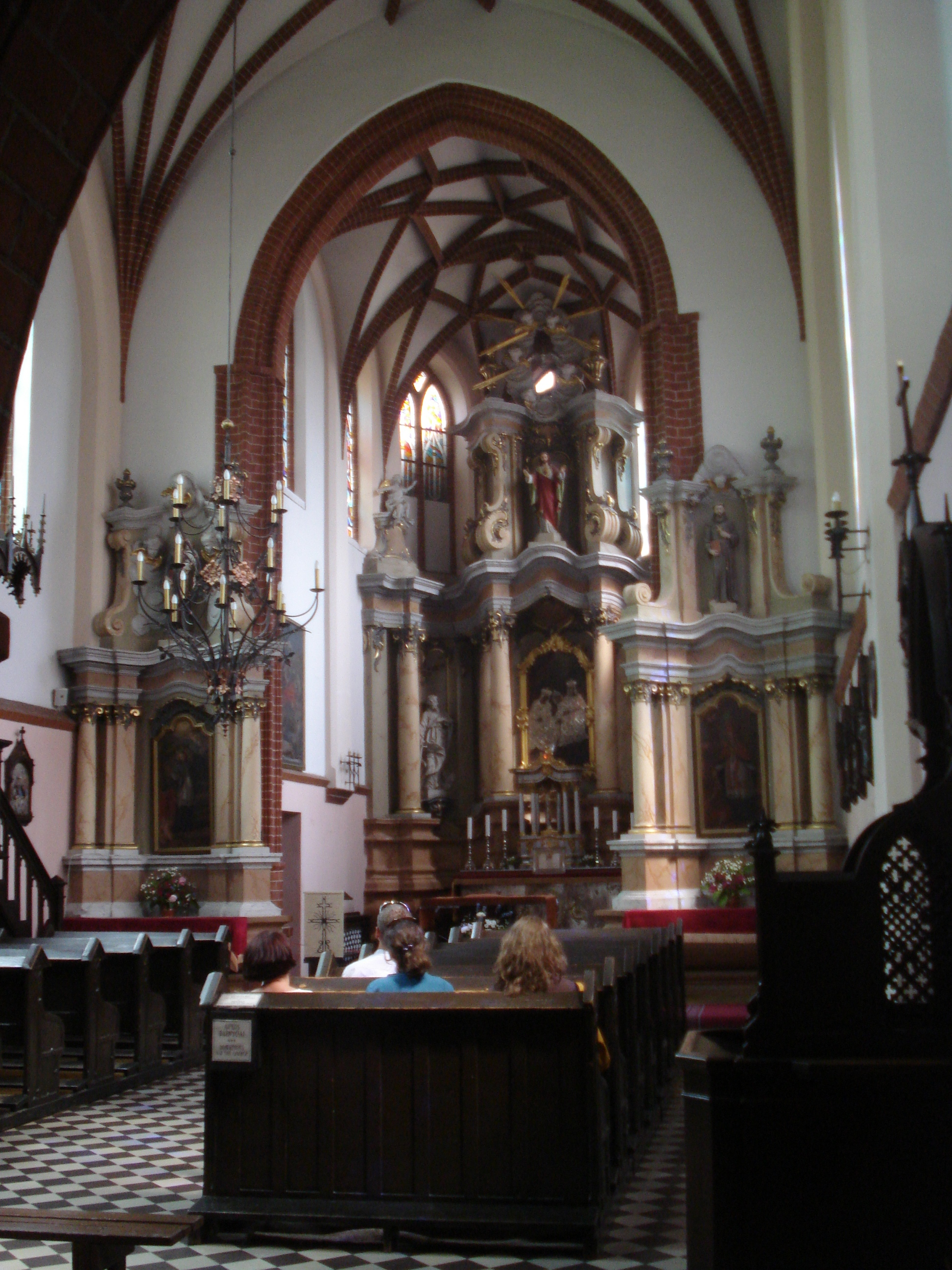
Вівтар доби бароко
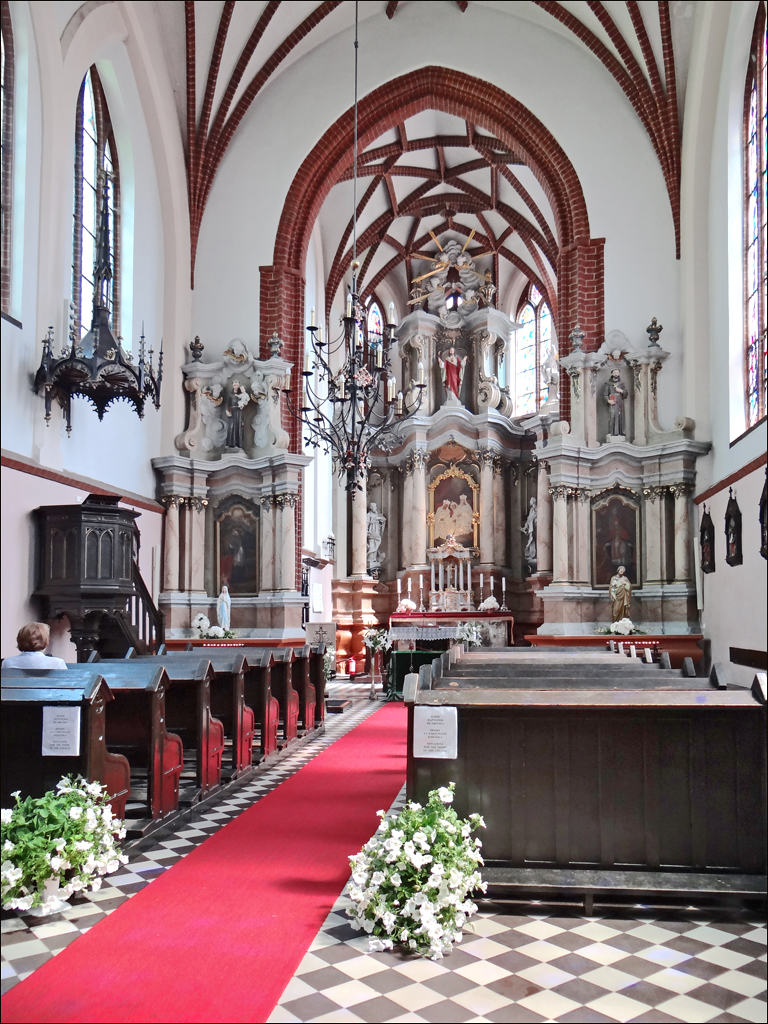
Загальний вигляд зальної церкви
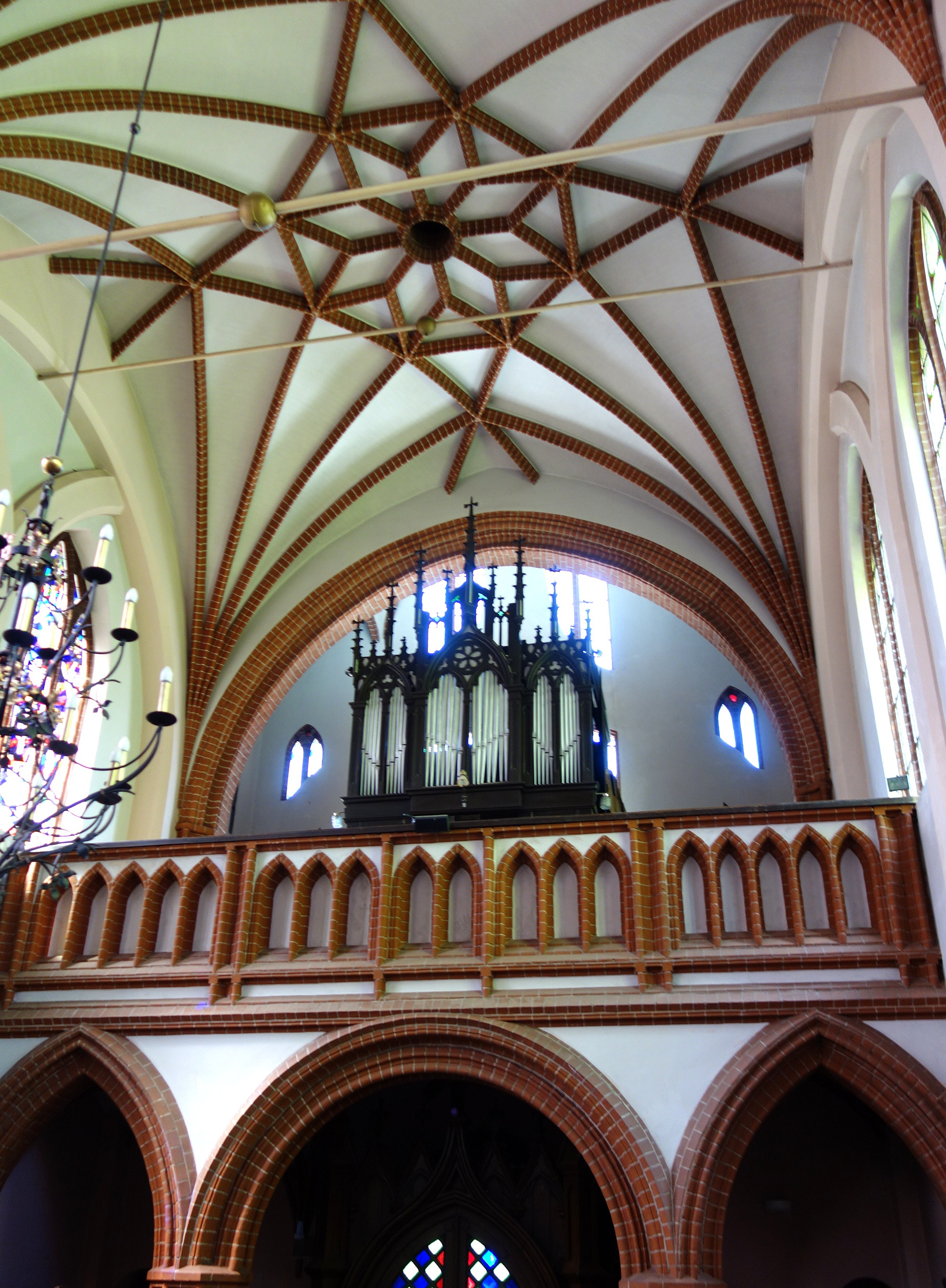
Готичне склепіння над органом церкви
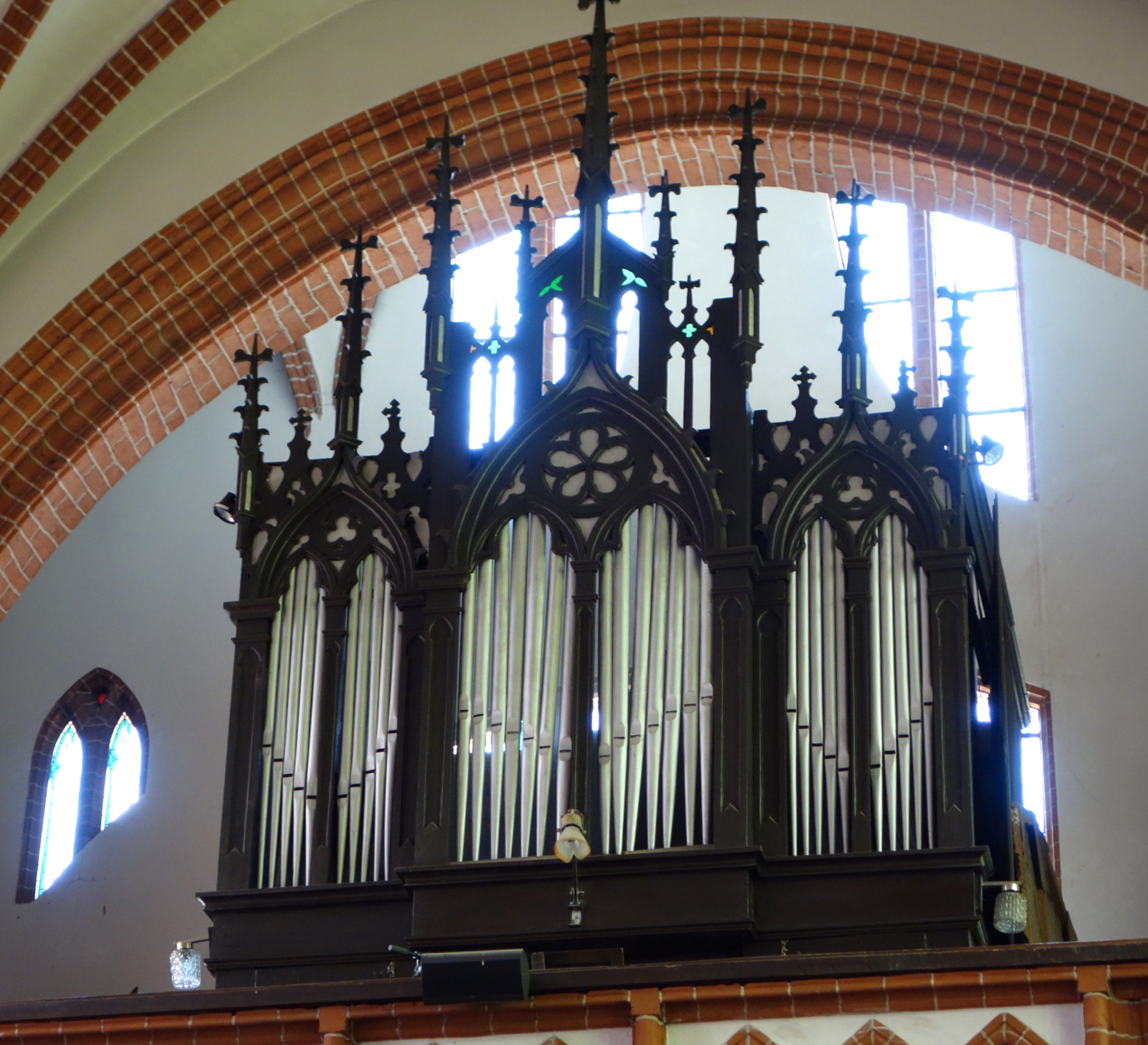
Неоготичний орган